# Zealandotachina setigera
Zealandotachina setigera är en tvåvingeart som beskrevs av Malloch 1938. Zealandotachina setigera ingår i släktet Zealandotachina och familjen parasitflugor. Inga underarter finns listade i Catalogue of Life.